# جک برن
جک برن (انگلیسی: Jack Bearne؛ زادهٔ ۱۵ سپتامبر ۲۰۰۱) بازیکن فوتبال اهل بریتانیا است.
از باشگاه‌هایی که در آن بازی کرده‌است می‌توان به باشگاه فوتبال لیورپول اشاره کرد.